# 荒井信久
荒井 信久（あらい のぶひさ、1954年3月19日 - ）は、千葉県山武市出身の元アマチュア野球選手（捕手）、元指導者。

## 来歴・人物
千葉県山武郡松尾町（現在の山武市）出身。成東高校では、のちに中日に入団する1年下の鈴木孝政とバッテリーを組む。1971年には夏の甲子園県予選を勝ち抜き、東関東大会準決勝に進むが、竜ヶ崎一高に1-2で惜敗し、甲子園への出場を果たすことができなかった。
高校卒業後に明治大学に入学。東京六大学野球リーグでは、同期でエースの丸山清光や名取和彦とバッテリーを組み、1975年に春秋季連続優勝を飾る。同年の第4回日米大学野球選手権大会日本代表にも選ばれた。同年の明治神宮野球大会に出場、決勝で中畑清を打の主軸とする駒大を降し優勝を果たした。
大学卒業後は社会人野球の神戸製鋼に入社。1977年の都市対抗野球では、増岡義教（三菱重工神戸から補強）、登記欣也の二本柱とバッテリーを組み、準決勝で登記が日本鉱業佐賀関に完封勝利。決勝は増岡が熊谷組を完封し初優勝を飾る。この時のチームメイトに川辺邦好（三菱重工神戸から補強）、小林晋哉らがいた。同年の社会人野球日本選手権でも準決勝に進出している。
1987年から1994年まで神戸製鋼の監督を務め、大学の後輩である三輪隆や和田一浩の両捕手らを指導。その後、1996年から2001年まで母校の明治大学でも監督を務め、1年目の秋に明治神宮大会優勝を果たし、川上憲伸、木塚敦志らを指導。1992年のバルセロナオリンピック日本代表の打撃コーチを務めた。
その後、2004年から2007年まで横浜ベイスターズのスカウト部長を務め、2008年には、オリックス・バファローズのスカウトを務めた。
2011年から2018年まで千葉黎明高校の監督を務めた。
現在は、学校法人千葉黎明学園副理事長 兼 野球部総監督を務める。